# Franz Czeminski
Franz Czeminski (né le 11 février 1876 à Schneidemühl, mort en février 1945 dans la Nouvelle Marche) est un homme politique et organisateur de coopérative allemand.

## Biographie
Franz Czeminski s'inscrit au SPD en 1894. En 1919, il est élu au conseil municipal de Schöneberg. En 1921, il devient président du conseil de quartier de Lindenhof fondé par Martin Wagner et Heinrich Lassen. De 1928 à 1933, il est membre du conseil municipal central de Berlin.
Le 13 avril 1933, Czeminski est arrêté pour le maintien de coopératives. Il est torturé et maltraité à la prison des SA de Papestraße.